# Kochłowy
Kochłowy est une localité polonaise de la gmina mixte et du powiat d'Ostrzeszów en voïvodie de Grande-Pologne. Elle se trouve à environ 134 km au sud-est de Poznań, la capitale régionale. 

## Géographie

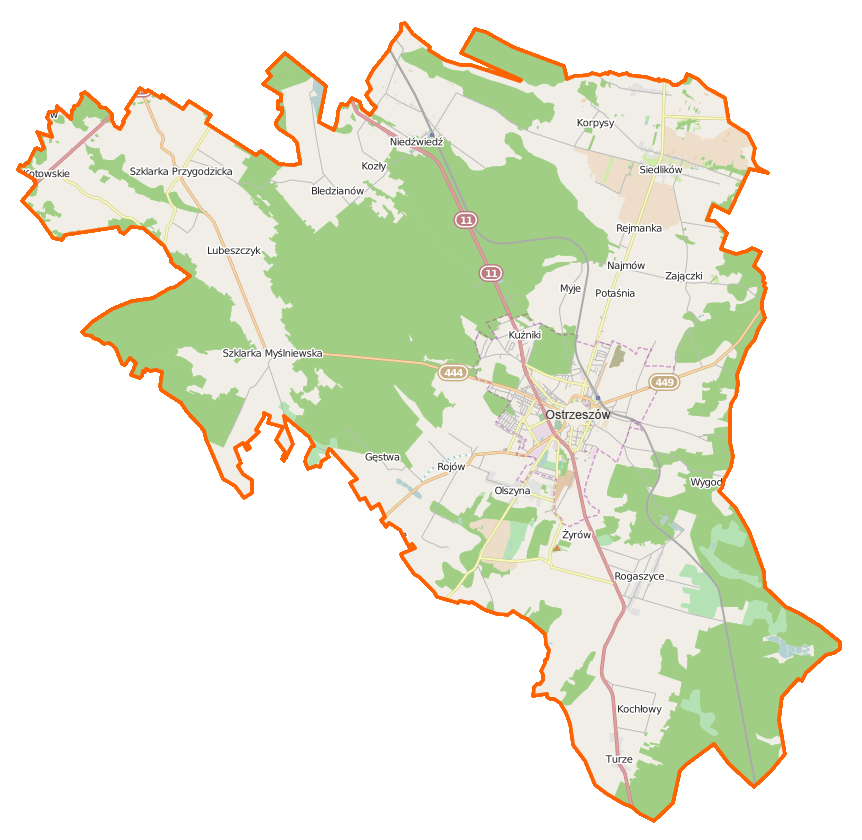
Carte de la gmina d'Ostrzeszów.

## Histoire
De 1815 à 1920, Kochlow fait partie de l'arrondissement de Schildberg (de) puis à partir de 1887, de l'arrondissement de Kempen-en-Posnanie dans le district de Posen au sein de la province de Posnanie.